# Сибово
Сибово — деревня в составе Великогубского сельского поселения Медвежьегорского района Республики Карелия, комплексный памятник истории.

## Общие сведения
Расположена на берегу Великой губы Онежского озера в 8,5 км к югу от села Великая Губа. Сухопутной дорогой связана с центром поселения и соседними прибрежными деревнями: Кондобережской и Усть-Яндомой.
Деревня включена в список исторических поселений приказом Министерства культуры Республики Карелия № 31 от 18.02.1998 г. как комплексный памятник истории и архитектуры середины XVI века.

## История
Упоминается с XVI века: в писцовой книге 1563 г. под именем Себуево записано 3 крестьянских двора. Эта территория относилась к самым северным Новгородским землям — Обонежской пятине. В XVII веке становится довольно-таки крупным поселением в составе Кижского погоста. По данным переписной книги 1678 г., составленной И. А. Аничковым, в деревне Сибоево на Великой губе было 17 дворов.
Во второй половине XVIII века в деревне была построена часовня Введения во храм Пресвятой Богородицы, к которой позднее были пристроены колокольня и алтарь, так что в 1865 г. часовня стала церковью.
Даже в сложные периоды Российской истории деревня ни разу не была сожжена или разграблена. Благодаря удобному географическому положению, благоприятным условиям ведения сельского хозяйства и рыболовства к началу XX века дворность деревни резко возросла — до 31 двора, а численность населения в 1905 году составляла 240 человек.
Политика укрупнения населённых пунктов, отсутствие электричества и прочей инфраструктуры привело к тому, что во второй половине XX века (особенно после 60-х гг.) деревня стала быстро деградировать. В 1977 г. сгорела Введенская церковь. К 1980 г. из 31 дома, существовавшего в начале столетия, 19 было разрушено. К 1991 г. сохранилось только 7 домов, статус населённого пункта был утрачен, деревня «закрыта».
Однако полностью жизнь в деревне не угасла. В начале XXI века развитие туризма и активность местных жителей, которые стали восстанавливать старые дома и хозяйства, привели к необходимости восстановления статуса деревни, и в 2018 г. деревне был возвращён статус населённого пункта

## Достопримечательности
Историческая застройка сохранилась в юго-восточной части деревни и представлена семью деревянными жилыми домами-комплексами, которые охраняются как выявленные объекты культурного наследия — памятники архитектуры:
- дом Андреевых (конец XIX века),
- дом Берёзкина (1897 г.),
- дом Климовой (начало XX века),
- дом Лупиной (1910-е гг.),
- дом Песнина (конец XIX века),
- дом Шильниковых (1 половина XX века),
- дом Яковлева (конец XIX века).

Дома расположены вдоль берега и обращены главными фасадами на юг и к озеру. Жилые части домов представляют собой шестистенок-крестовик или пятистенок с продольным перерубом. Сохранившиеся декоративные элементы домов характерны для южного Заонежья: балконы с трёхарочным навершием на витых столбах, ажурное ограждение балконов, декорированные причелины с многоярусной резьбой и др.